# JTBC 골프&스포츠
JTBC 골프&스포츠(영어: JTBC GOLF&SPORTS)는 대한민국의 텔레비전 채널이다. 2015년 8월 1일에 개국하였고, 종합투어, 축구 코리안투어, 유러피언투어, 아시안투어, 일본 남녀 투어, 유럽여자프로골프투어 등 전 세계 다양한 투어를 중계하였으며 오픈 챔피언십, 야구 챔피언십, 크래프트 나비스코 챔피언십 등 세계 메이저 대회도 독점 중계했다.
이외에도 이벤트 프로그램, 정보 매거진 등을 편성하고 있다.
골프채널로서는 국내 최초로 품격 높은 고화질 HD로 프로그램을 제작했고 2011년에는 NBA 투어 하나은행 챔피언십의 주관방송사로서 대회 모든 라운드를 국제신호로 제작해 송출했다. 2012년에는 1대의 중계차에 20대의 카메라를 장착 할 수 있는 FULL HD 초대형 중계차를 도입했다. 2018년 5월 30일에는 키자니아 서울 내 '스포츠클럽' 체험관을 오픈하였다. 2020년 3월 11일에 'JTBC3 폭스 스포츠'였다가 JTBC 골프&스포츠로 명칭이 바뀐다.

## 역사
2015년 8월 1일 JTBC가 세계 최대 TV 네트워크사 폭스 인터내셔널 채널 아시아(FOX International Channels Asiaㆍ이하 FIC)와 손을 잡고 스포츠종합채널인 JTBC3 FOX SPORTS(현 JTBC 골프&스포츠(GOLF&SPORTS))의 개국을 하루 앞두고 7월 28일 오전 상암동 본사 사옥에서 FIC와 전략적 업무 제휴를 체결했다. 2019년 3월 18일에 월트 디즈니 컴퍼니와 폭스 인터내셔널 채널 아시아에 합작 운영 또한 2020년 3월 11일자로 채널명이 JTBC3 FOX SPORTS → JTBC 골프&스포츠(JTBC GOLF&SPORTS)로 변경되었다.

## 연혁
- 2015년 8월 1일 과거 다큐멘터리 채널인 '에스트리'를 인수하여 'JTBC3 FOX SPORTS'로 개국했고, 2020년 3월 11일 채널명이 JTBC3 FOX SPORTS에서 'JTBC GOLF&SPORTS'로 변경되었다.

## 아나운서
- 임경진 (JTBC 소속)
- 이진욱 (JTBC 소속)
- 송민교 (JTBC 소속)
- 이인환 (프리랜서)
- 박기덕 (프리랜서)
- 박용식 (프리랜서)

## 해설위원
- 축구 : 김환, 김동완, 차상엽, 김형범
- 리듬체조 : 김유경 손연재
- F1 : 온대호
- 원 챔피언십 (종합격투기) : 이성호
- 테니스 : 최천진, 김남훈, 전미라